# GSC7104-2594
GSC7104-2594 — хімічно пекулярна зоря спектрального класу F, що має видиму зоряну величину в смузі V приблизно 11,3.